# Roztańczona Angelina: Nowe kroki
Roztańczona Angelina: Nowe kroki (ang. Angelina Ballerina: The Next Steps, 2009–2010) – brytyjsko-amerykański serial animowany. Oparta na książce z bajkami napisanej przez Katharine Holabird i Helen Craig. Jest to kontynuacja serialu Roztańczona Angelina. Został wykonany techniką trójwymiarową CGI (Computer Generated Images).
W Polsce jest emitowany na kanale MiniMini od 1 czerwca 2010 roku.

## Fabuła
Serial opisuje przygody 8-letniej myszki Angeliny, która pragnie stać się primabaleriną. W dążeniu do tego pomaga jej silna wola, samozaparcie, ale też rodzina i przyjaciele.

## Bohaterowie
- Angelina – tytułowa bohaterka serialu. Marzy o zostaniu słynną prima baleriną. Zwykle ubrana na różowo. Jej najlepszą przyjaciółka jest Alicja. Alicja czasem odwiedza Angelinę w nowej szkole. Angelina zawsze wyobraża sobie, co byłoby, gdyby była sławna. Trochę zapatrzona w siebie, ale przyjaciele i panna Mimi sprowadzają ją na ziemię.
- Alicja – najlepsza przyjaciółka Angeliny. Bardzo dobra w sporcie. Pomimo dzielących je różnic, obiecały sobie, że zostaną przyjaciółkami do końca życia. Alicja uwielbia jeść. Zwykle ubrana na zielono. W przyszłości chce zostać gimnastyczką.
- Gracja – koleżanka z klasy Angeliny. Bardzo uprzejma. Mówi to, co myśli. Jednak czasem zbyt dużo myśli i sobie i ciągle chce zwracać na siebie uwagę panny Mimi.
- A.J – uczeń z klasy panny Mimi. Wyglądem przypomina DJ-a, bluza z kapturem dodaje mu uroku. Bardzo interesuje się hip hopem i  w ogóle muzyką. Jest – jak to mówią – trendy i zawsze przychodzi z nowinkami. Tak się składa, że zna się i na hip hopie, a nawet balecie. Jak twierdzi Wiki, "on jest taki fajny!"
- Marek – jeden z uczniów Szkoły Kamemberskiej, niezwykle utalentowany chłopak. Umie grać na wielu instrumentach. Uwielbia głośno grać. Jest bardzo dobrym kompozytorem.
- Panna Mimi – nauczycielka Angeliny. Bardzo zapracowana, ale i miła.
- Pan Maurycy – tata Angeliny.
- Pani Matylda – mama Angeliny.
- Polly – mała siostra Angeliny. Tak jak rodzice, bardzo ją kocha i szanuje. Podziwia ją.
- Wiki – koleżanka z klasy Angeliny, również uczennica panny Mimi. Bardzo miła i przyjacielska. Umie doskonale stepować. Prostolinijna i wielkoduszna. Bardzo szanuje swoich przyjaciół. Jej jako pierwszej spodobał się taniec A.J. Bardzo go lubi. Jako jedyna go nie krytykowała. Zawsze jako pierwsza chce poznawać nowe rzeczy. Czasem jest strasznie przewrażliwiona.
- Pani Szczypta – sprzedawczyni w sklepie w sąsiedztwie Angeliny. Bardzo miła i pomocna.

## Wersja polska
Wersja polska: na zlecenie MiniMini+ – Start International Polska

Reżyseria: Marek Klimczuk

Dialogi polskie:
- Andrzej Wójcik (odc. 1-19),
- Jakub Osiński (odc. 21-40)

Teksty piosenek: Jakub Osiński

Dźwięk i montaż:
- Kamil Pudlik (odc. 1-14, 17),
- Hanna Makowska (odc. 15-16, 18-19, 21-40)

Kierownictwo produkcji: Elżbieta Araszkiewicz

Udział wzięli:
- Magdalena Krylik – Angelina
- Beata Wyrąbkiewicz – Viki
- Beata Jankowska-Tzimas – Gracja
- Katarzyna Owczarz – Polly
- Joanna Węgrzynowska – pani Matylda
- Klementyna Umer – Panna Mimi
- Katarzyna Łaska – Alicja
- Agnieszka Kunikowska – pani Szczypta
- Mateusz Narloch – Marek
- Kuba Molęda – A.J
- Wojciech Paszkowski – pan Maurycy
- Andrzej Chudy

i inni
Lektor: Andrzej Chudy

## Spis odcinków
| Premiera odcinka | N/o | Polski tytuł                           | Angielski tytuł                                     |
| ---------------- | --- | -------------------------------------- | --------------------------------------------------- |
|                  |     |                                        |                                                     |
| SERIA PIERWSZA   |     |                                        |                                                     |
|                  |     |                                        |                                                     |
| 01.06.2010       | 01  | Nowy dom Angeliny                      | Angelina's New Home                                 |
| 02.06.2010       | 01  | Nowa szkoła Angeliny                   | Angelina's New School                               |
|                  |     |                                        |                                                     |
| 03.06.2010       | 02  | Nowa nauczycielka baletu               | Angelina's New Ballet Teacher                       |
| 04.06.2010       | 02  | Partnerka Angeliny                     | Angelina's Dance Partner                            |
|                  |     |                                        |                                                     |
| 05.06.2010       | 03  | Prezent dla panny Mimi                 | Angelina's Gift for Ms. Mimi                        |
| 06.06.2010       | 03  | Stara przyjaciółka                     | Angelina's Oldest Friend                            |
|                  |     |                                        |                                                     |
| 07.06.2010       | 04  | Angelina i hip hop                     | Angelina & the Hip Hop Kid                          |
| 08.06.2010       | 04  | Angelina i zepsute skrzypce            | Angelina and the Broken Fiddle                      |
|                  |     |                                        |                                                     |
| 09.06.2010       | 05  | Wieczór przyjaźni                      | Angelina & Alice's Big Night                        |
| 10.06.2010       | 05  | Angelina i olbrzym                     | Angelina and the Giant                              |
|                  |     |                                        |                                                     |
| 11.06.2010       | 06  | (Dzień musicalu)                       | Angelina's Musical Day                              |
| 12.06.2010       | 06  | Angelina i występ solo                 | Angelina's Crazy Solo                               |
|                  |     |                                        |                                                     |
| 13.06.2010       | 07  | Angelina i taniec irlandzki            | Angelina and the Irish Jig                          |
| 14.06.2010       | 07  | Angelina na puentach                   | Angelina en Point                                   |
|                  |     |                                        |                                                     |
| 15.06.2010       | 08  | Zespół rockowy                         | Angelina and the Rock Band                          |
| 16.06.2010       | 08  | Zagubione łyżwy                        | Angelina's Lost Ice Skates                          |
|                  |     |                                        |                                                     |
| 17.06.2010       | 09  | Nowy sklep muzyczny                    | Angelina and the New Music Store                    |
| 18.06.2010       | 09  | Angelina i panna Mimi                  | Angelina & Ms. Mimi                                 |
|                  |     |                                        |                                                     |
| 19.06.2010       | 10  | Angelina i super Polly                 | Angelina and Super Polly                            |
| 20.06.2010       | 10  | Angelina i taniec do tortu             | Angelina's Dance Like a Cake                        |
|                  |     |                                        |                                                     |
| brak danych      | 11  | Piżama party                           | Angelina’s Sleepover                                |
| brak danych      | 11  | Obiadowy bałagan                       | Angelina’s Noisy, Messy Lunchtime                   |
|                  |     |                                        |                                                     |
| brak danych      | 12  | Świąteczne przysmaki                   | Angelina’s Holiday Treats                           |
| brak danych      | 12  | Miejsca w pierwszym rzędzie            | Angelina and the Front Row Ticket                   |
|                  |     |                                        |                                                     |
| brak danych      | 13  | Angelina dba o zgodę                   | Angelina Keeps the Peace                            |
| brak danych      | 13  | Alicja Mysznikowa                      | Angelina and Alice Mousikova                        |
|                  |     |                                        |                                                     |
| brak danych      | 14  | Twórczy dzień Gracji                   | Angelina and Gracie’s Creative Day                  |
| brak danych      | 14  | Wielka rola Angeliny                   | Angelina’s Big Part                                 |
|                  |     |                                        |                                                     |
| brak danych      | 15  | Angelina i duch w teatrze              | Angelina and Roquefort’s Rhythmic Ghost             |
| brak danych      | 15  | Stolik przyjaźni                       | Angelina’s Lunch Table                              |
|                  |     |                                        |                                                     |
| brak danych      | 16  | Angelina dopinguje                     | Angelina Cheerleader                                |
| brak danych      | 16  |                                        | Angelina’s Ballet School                            |
|                  |     |                                        |                                                     |
| brak danych      | 17  | Motyle w brzuszku                      | Angelina and the Tummy Butterflies                  |
| brak danych      | 17  | Angelina i magia                       | Angelina and the Magician                           |
|                  |     |                                        |                                                     |
| brak danych      | 18  | Ważna wiadomość                        | Angelina and the Big News                           |
| brak danych      | 18  | Walentynka Angeliny                    | Angelina’s Secret Valentine                         |
|                  |     |                                        |                                                     |
| brak danych      | 19  | Angelina na pierwszej stronie          | Angelina and the Front Page                         |
| brak danych      | 19  | Angelina i taniec z serem              | Angelina’s Cheese Roll                              |
|                  |     |                                        |                                                     |
| brak danych      | 20  | Angelina i muzykalny kwiat             | Angelina and the Musical Plant                      |
| brak danych      | 20  | Angelina i hip chłopaki                | Angelina’s Hip Hop Boys Show                        |
|                  |     |                                        |                                                     |
| SERIA DRUGA      |     |                                        |                                                     |
|                  |     |                                        |                                                     |
| 18.01.2014       | 21  | Angelina i taniec pysznego Cheddara    | Angelina and the Cheddar Cheese Slide               |
| 19.01.2014       | 21  | Angelina i sprawa zaginionej muzyki    | Angelina and the Case of the Missing Music          |
|                  |     |                                        |                                                     |
| 18.01.2014       | 22  | Angelina, opiekunka zwierząt           | Angelina, the Pet Sitter                            |
| 21.01.2014       | 22  | Angelina i pozytywka                   | Angelina and the Music Box                          |
|                  |     |                                        |                                                     |
| 22.01.2014       | 23  | Angelina i maraton taneczny            | Angelina and the Dance-athon                        |
| 23.01.2014       | 23  | Angelina i pokaz sztuki                | Angelina and the Art Show                           |
|                  |     |                                        |                                                     |
| 24.01.2014       | 24  | Czkawka Angeliny                       | Angelina’s Hiccups                                  |
| 25.01.2014       | 24  | Angelina i torba baletnicy             | Angelina and the Must-Have Bag                      |
|                  |     |                                        |                                                     |
| 26.01.2014       | 25  | Pokój Angeliny                         | Angelina’s Room                                     |
| 27.01.2014       | 25  | Parada Angeliny                        | Angelina’s Camembert Parade                         |
|                  |     |                                        |                                                     |
| 28.01.2014       | 26  | Taniec i natura                        | Angelina’s Nature Dance                             |
| 29.01.2014       | 26  | Angelina i nadejście wiosny            | Angelina’s Spring Fling                             |
|                  |     |                                        |                                                     |
| 30.01.2014       | 27  | Angelina i dyrygent                    | Angelina and the Bandleader                         |
| 31.01.2014       | 27  | Angelina i ballada Polly               | Angelina and Polly’s Two-Hour Show                  |
|                  |     |                                        |                                                     |
| 01.02.2014       | 28  | Angelina i pantomima                   | Angelina and the Marcel Mouseau Mime Challenge      |
| 02.02.2014       | 28  | Angelina i taniec disco                | Angelina and the Disco Dance Craze                  |
|                  |     |                                        |                                                     |
| 03.02.2014       | 29  | Angelina i klub roztańczonych bucików' | Angelina and the Mouselinghood of the Dancing Shoes |
| 04.02.2014       | 29  | Angelina i lekcje tańca dla rodziców   | Angelina and Her Parents’ Dance Lesson              |
|                  |     |                                        |                                                     |
| 05.02.2014       | 30  | Angelina i nowe spodnie                | Angelina and the New Jeans                          |
| 06.02.2014       | 30  | Angelina i plakat                      | Angelina and the Poster                             |
|                  |     |                                        |                                                     |
| 07.02.2014       | 31  | Angelina i piękne tutu                 | Angelina’s Fancy Tutu                               |
| 08.02.2014       | 31  | Angelina i musical                     | Angelina and the Musical Theater                    |
|                  |     |                                        |                                                     |
| 09.02.2014       | 32  | Angelina i serca na lodzie             | Angelina and the Hearts on Ice                      |
| 10.02.2014       | 32  | Angelina i kapela kuchenna             | Angelina’s Kitchen Band                             |
|                  |     |                                        |                                                     |
| 11.02.2014       | 33  | Angelina i karnawał                    | Angelina and the Carnival                           |
| 12.02.2014       | 33  | Angelina skacze przez rzekę            | Angelina Jumps the River                            |
|                  |     |                                        |                                                     |
| 13.02.2014       | 34  | Angelina i dzień dziecka               | Angelina and the Windy Children’s Day               |
| 14.02.2014       | 34  | Angelina i taniec panny Mimi           | Angelina and Ms. Mimi’s Dance                       |
|                  |     |                                        |                                                     |
| 15.02.2014       | 35  | Angelina i mała myszka                 | Angelina and the Mini-Mouseling                     |
| 16.02.2014       | 35  | Angelina i pomocny przyjaciel          | Angelina’s Helpful Friend                           |
|                  |     |                                        |                                                     |
| 17.02.2014       | 36  | Angelina i dzień matki                 | Angelina’s Mother’s Day                             |
| 18.02.2014       | 36  | Angelina i niespodzianka na dzień ojca | Angelina and the Father’s Day Surprise              |
|                  |     |                                        |                                                     |
| 19.02.2014       | 37  | Angelina i wielki dzień Polly          | Angelina and Polly’s Big Day                        |
| 20.02.2014       | 37  | Angelina i ser pleśniowy               | Angelina and the Smelly Cheese                      |
|                  |     |                                        |                                                     |
| 21.02.2014       | 38  | Angelina i smak Indii                  | Angelina’s Indian Lunchtime                         |
| 22.02.2014       | 38  | Angelina, AJ i serek Zee               | Angelina, AJ and Cheesy Zee                         |
|                  |     |                                        |                                                     |
| 23.02.2014       | 39  | Angelina i Halloween                   | Angelina’s Trick-or-Treat Feat                      |
| 24.02.2014       | 39  | Angelina i śmieszny poeta              | Angelina and the Laughing Poet                      |
|                  |     |                                        |                                                     |
| 25.02.2014       | 40  | Angelina i taniec smoka                | Angelina and the Dragon Dance                       |
| 26.02.2014       | 40  | Angelina i opera                       | Angelina’s Opera                                    |
|                  |     |                                        |                                                     |